# Seuseung-ui eunhye
Examen Final (en hangul, 스승의 은혜; romanización revisada, Seuseung-ui eunhye), es una película de terror coreano del 2006, y es el debut cinematográfico del director Im Dae-Woong.

## Sinopsis
La señora Park, una maestra jubilada, invita a varios de sus antiguos alumnos a su casa, 16 años después de su graduación con el fin de llevar a cabo una reunión. Todo comienza a salir mal cuando uno a uno los invitados comienzan a morir y no hay idea de quién podría estar provocando las muertes.

## Reparto
- Oh Mi-hee ... Sra. Park.
- Seo Young-hee ... Mi-ja
- Yeo Hyeon-soo ... Se-ho
- Lee Ji-hyeon ... Sun-Hee
- Park Hyo-joon ... Dal-bong
- Lee Dong-gyoo ... Myung-ho
- Jang Seong-woon ... Jung-won
- Seol Yoo-ah ... Eun-young
- Eung Kim-soo ... detective de la policía

## Lanzamiento en DVD
En México vino en Versión Subtitulada y Versión Doblada al Español.